# O. T. Bassett Tower
La O. T. Bassett Tower es un rascacielos art déco ubicado en 303 Texas Avenue en el centro de la ciudad de El Paso, en el estado de Texas (Estados Unidos). Fue construido por Charles N. Bassett, quien lo nombró en honor a su padre. La torre fue diseñada por Trost & Trost y terminada en 1930, lo que la convierte en uno de los últimos encargos de Henry Trost. Fue brevemente el edificio más alto de la ciudad, pero fue superado ese mismo año por el Plaza Hotel. La Bassett Tower tiene 66 m de altura y 15 pisos, con reveses en los pisos décimo y decimotercero. Está revestido con una chapa de ladrillo de color canela y adornado con elementos decorativos de terracota, piedra fundida, mármol y granito, incluida una cara esculpida sobre la entrada principal que se cree que es la del propio Trost. 
El edificio fue incluido en el Registro Nacional de Lugares Históricos en 1980.